# Johan Gottlieb Fürstenhoff
Johan Gottlieb Fürstenhoff,född 31 oktober 1766 död 5 februari 1829, var en violinist vid Kungliga hovkapellet.

## Biografi
Johan Gottlieb Fürstenhoff anställdes 1794 som violinist vid Kungliga hovkapellet i Stockholm.
Fürstenhoff var 1812-1822 orkesteranförare vid Dramatiska teatern.
Han var gift med Johanna Christiana Clausen. Fürstenhoff avled 5 februari 1829.